# Bibbiano
Bibbiano är en ort och kommun i provinsen Reggio Emilia i regionen Emilia-Romagna i Italien. Kommunen hade 10 222 invånare (2018).